# Chionide
Chionide (in greco antico: Χιωνίδης?, Chionìdes; in latino Chionides; Atene, 520 a.C. circa – dopo il 487 a.C.) è stato un commediografo ateniese.

## Biografia
Ateniese e poeta comico, di lui Suda dice che fu il caposcuola della Commedia Antica, aggiungendo che portò in scena la prima commedia nota otto anni prima delle guerre persiane, ossia nel 487 a.C.
Inoltre, sulla base di un passo della Poetica di Aristotele, per cui Chionide fiorì molto dopo Epicarmo, si potrebbe datare il suo floruit non prima degli anni Sessanta del V secolo a.C.: a conferma di ciò sarebbe un passo di Ateneo di Naucrati in cui, nei Πτωxοί, si menziona Gnesippo, un poeta contemporaneo di Cratino, anche se sempre Ateneo riferisce che questa commedia era ritenuta spuria.

## Commedie
Di Chionide restano pochi frammenti di alcune commedieː Ἥρωες (Eroi), ΠτωΧοί (I pezzenti), Πέρσαι ἢ, Ἀσσύριοι (Persiani, o Assiri).